# Majestad (crucifijo)

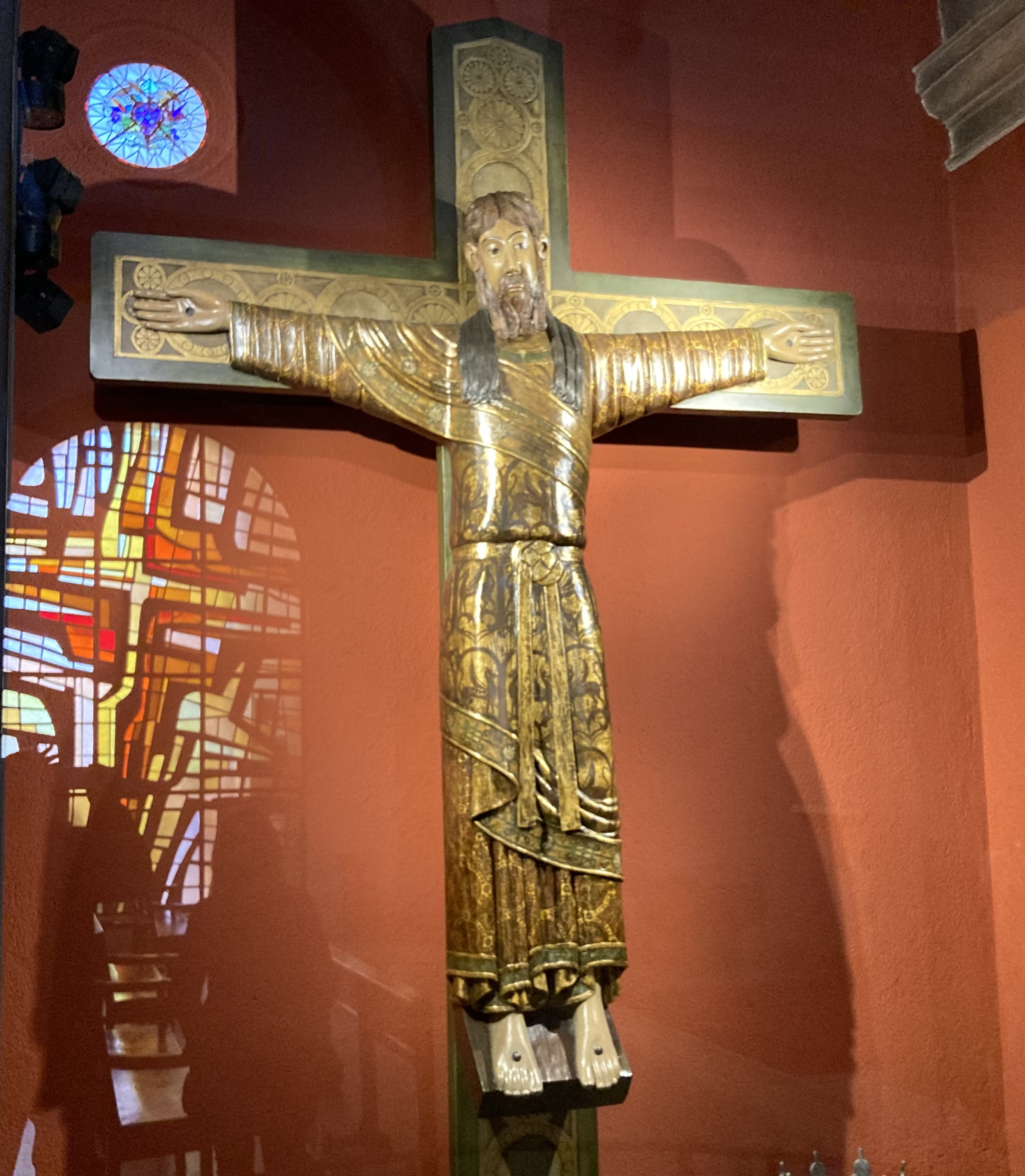
Santa Majestad de Caldes de Montbui

Las Majestades románicas son unas imágenes que representan a Cristo en la cruz, vestido con túnica larga hasta los pies y atada con un cinturón o cinta que cuelga, ojos abiertos, brazos extendidos casi horizontales, muchas veces desclavado, con barba y cabello largo recogido. Son conocidas también como Cristo Majestad, pero no debe confundirse con la iconografía de la Maiestas Domini, imagen inserta en una mandorla y en actitud de bendecir.

## Antecedentes y descripción
El origen de estas imágenes está en el cristo oriental bizantino de los siglos VI al X, que los artistas representaban con una túnica ceñida y sin mangas llamada colobio. Esta imagen de Cristo se hizo muy popular, sobre todo en Italia donde apareció en la ciudad de Lucca (en la Toscana) el Santo Volto, un cristo con estas características, que llegó a ser famoso y popular en la Europa del siglo XI.
El Cristo Majestad crucificado románico es solemne y es un cristo vivo, de ojos abiertos, triunfante ante el dolor y la muerte. La túnica ya no es el colobio de los bizantinos sino una vestidura principesca que da la impresión de estar confeccionada con ricas telas adornadas con motivos moriscos y con arabescos. Pasado algún tiempo se incorporará a la figura una corona real.

## LasMajestadescatalanas
En Cataluña (España) fue una imagen muy difundida en época del románico; se solían colocar junto a la puerta de entrada de las iglesias. Tenían un significado y una liturgia especial, diferente a los otros cristos muertos y desnudos. Se cree que esta iconografía fue llevada a Cataluña por los pisanos, cuando llegaron en 1114 para ayudar al conde de Barcelona Ramón Berenguer III en su conquista de las Baleares. Todas estas tallas de Majestades catalanas son del siglo XII.
- Majestad de Caldas de Montbuy. La imagen está muy deteriorada debido al incendio que sufrió el templo durante las revueltas de 1936. Era de tamaño natural, una obra extraordinaria que se clasifica dentro de la influencia bizantina, sobre todo por la túnica clásica con mangas llamada pallia.[4]
- Majestad de Beget. Una imagen que recuerda bastante al Santo Volto.
- Majestad de Batlló. Se encuentra en el MNAC. Toma su nombre de su antiguo dueño que la donó a dicho museo. Conserva la policromía original donde dominan el rojo y el azul. La túnica imita una tela hispanoárabe, con motivos florales.[5] Está rematada por una orla o cenefa con unos signos que algunos profesores interpretan como escritura cúfica.[6] La parte posterior también está decorada (con la figura del cordero) lo que hace suponer que se trate de una cruz procesional.
- Majestad de Cruïlles. Tiene la particularidad de conservar en el reverso de la cruz su decoración original de estilo franco de mediados del siglo XII.
- Majestad de Sant Joan les Fonts